# Honorius II
Honorius II, född Lamberto Scannabecchi i Fagnano nära Imola, var påve från 21 december 1124 till sin död, 13 februari 1130.

## Biografi
Lamberto Scannabecchi av Fagnano hade varit diakon när han för sin stora lärdoms skull kallades till Rom av påve Paschalis II. Han utsågs till kardinalpräst av Santa Prassede, och år 1117 till kardinalbiskop av Ostia. Han var en av de kardinaler som följde Gelasius II i exil. 1119 sändes han som påvlig legat till kejsar Henrik V, för att förpassa investiturstriden till historien. Han närvarade vid synoden i Reims samma år när kejsaren exkommunicerades. De följande tre åren tillbringade han i Tyskland för att medla mellan påven och kejsaren, och en frukt av hans ansträngningar var konkordatet i Worms den 23 september 1123.
Den 15 eller 16 december 1124 valdes han till påve efter Calixtus II, efter svåra splittringar mellan olika partier. Teobaldo Boccadipecora hade redan utsetts till påve och konsekreringen påbörjats, när Roberto Frangipani förklarade valet ogiltigt och Lamberto Scannabecchi vara påve i stället. För att undvika schism avsade sig Teobaldo Boccadipecora anspråken, och Lamberto Scannabecchi kröntes till påve med namnet Honorius. 
Strax efter att Honorius blivit påve avled Henrik V. Honorius förmådde då de tyska furstarna att välja Lothar av Supplingenburg till kejsare av Heliga romerska riket av tysk nation, vilken i utbyte måste förbinda sig att lämna de kyrkliga valen i full frihet.